# Hooper (Utah)
Hooper is een plaats (census-designated place) in de Amerikaanse staat Utah, en valt bestuurlijk gezien onder Weber County.

## Demografie
Bij de volkstelling in 2000 werd het aantal inwoners vastgesteld op 3926.

## Geografie
Volgens het United States Census Bureau beslaat de plaats een oppervlakte van
30,3 km², waarvan 29,9 km² land en 0,4 km² water.